# Шелбурн (отель)
«Ше́лбурн» (англ. Shelbourne Hotel) — отель в Дублине. Расположен в историческом здании к северу от парка Сант-Стивенс-Грин, в настоящее время эксплуатируется международной гостиничной сетью Marriott International. Отель имеет 265 номеров, открылся в марте 2007 года после 18-месячной реконструкции.

## История
Отель был основан в 1824 году выходцем из графства Типперэри Мартином Берком, когда он приобрёл три смежных таунхауса с видом на парк Сант-Стивенс-Грин. Берк назвал свой новый отель Шелбурн, в честь Уильяма Петти, 2-го графа Шелберна, который был премьер-министром Великобритании в 1782—1783 годах.
В начале 1900-х годов в этом отеле работал помощником официанта Алоис Гитлер, сводный брат Адольфа Гитлера.
В январе 1922 года в номере 112 (ныне — Номер Конституции) Конституционный комитет во главе с Майклом Коллинзом подготовил первую версию конституции Ирландского Свободного государства.
Отель «Шелбурн» был объектом двух литературных произведений: романа «Отель» (англ. The Hotel, 1927) Элизабет Боуэн и «Шелбурн и его люди» Майкла О’Салливана и Бернардины О’Нил (1999 год).
С отелем связано поверье, что в его комнатах появляется призрак 7-летней девочки Мэри Мастерс, умершей в 1791 году от холеры.